# 阿列克谢·格里戈里耶维奇·奥尔洛夫

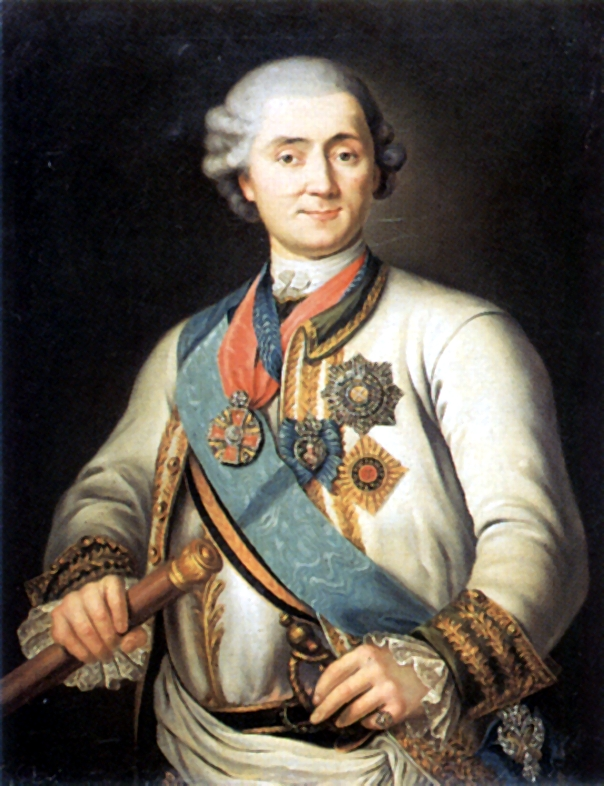

阿列克谢·格里戈里耶维奇·奥尔洛夫-切斯緬斯基（羅馬化：Aleksey Grigoryevich Orlov-Chesmensky；1737年10月5日—1808年1月5日），俄国军官，奥尔洛夫家族五兄弟的老三，曾参与政变推翻沙皇彼得三世拥立叶卡捷琳娜二世为沙皇。

## 生平
阿列克谢出生於1737年，是奥尔洛夫家族五兄弟的老三。1762年，与其弟兄格里戈里策动政变推翻彼得三世，拥立叶卡捷琳娜二世为女皇，获少将衔。1768年，制定了针对奥斯曼帝国的远征计划并担任总指挥。1775年，奉旨将自称伊丽莎白女皇之女的塔拉坎诺娃女公爵诱拐至俄国。
1775年，退役，创办养马场培育新马种。1796年，保罗一世继位，遭到冷落，旅居国外。1808年去世。